# Culinária da Islândia

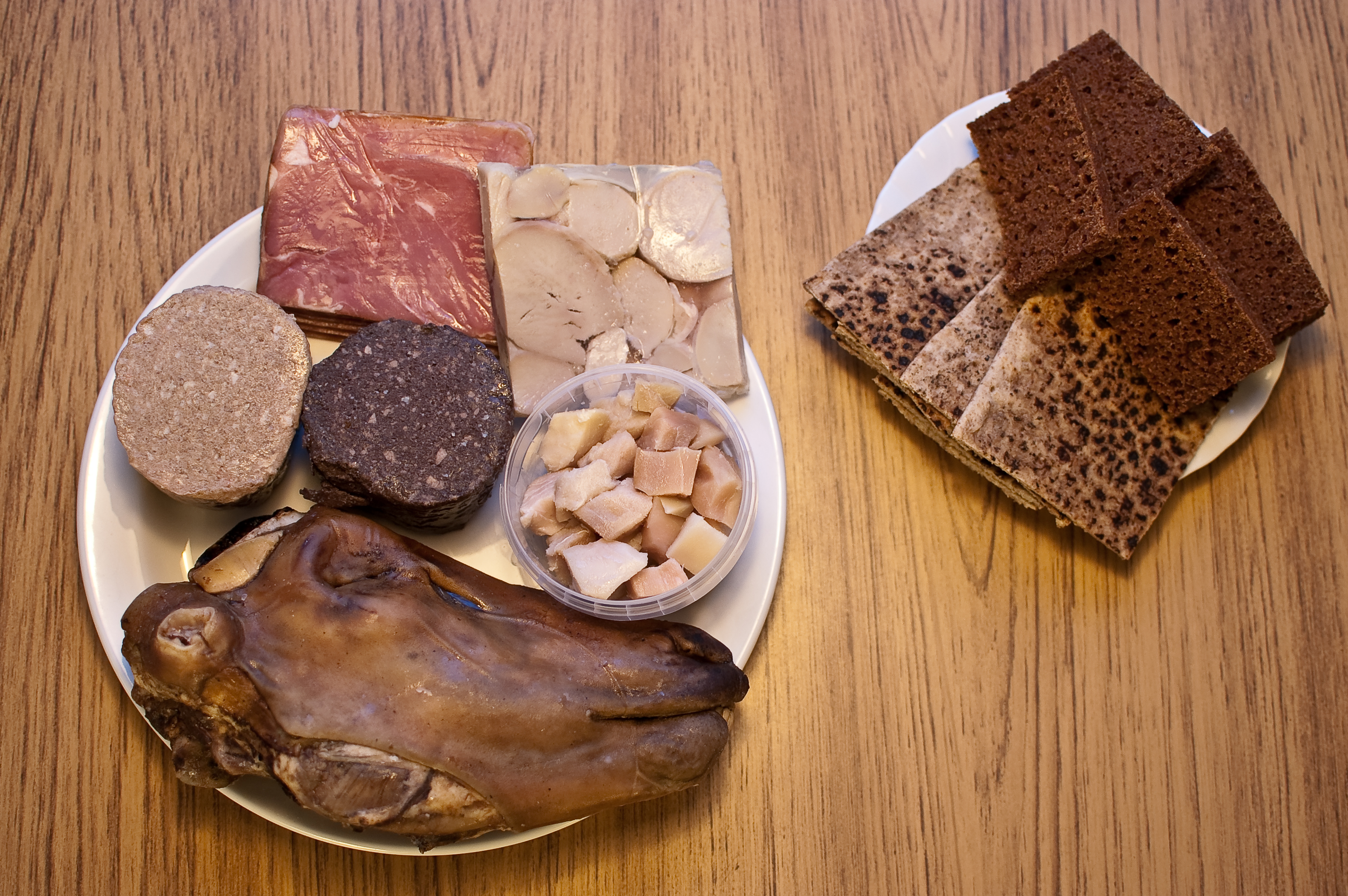
O prato nacional da Islândia - Þorramatur

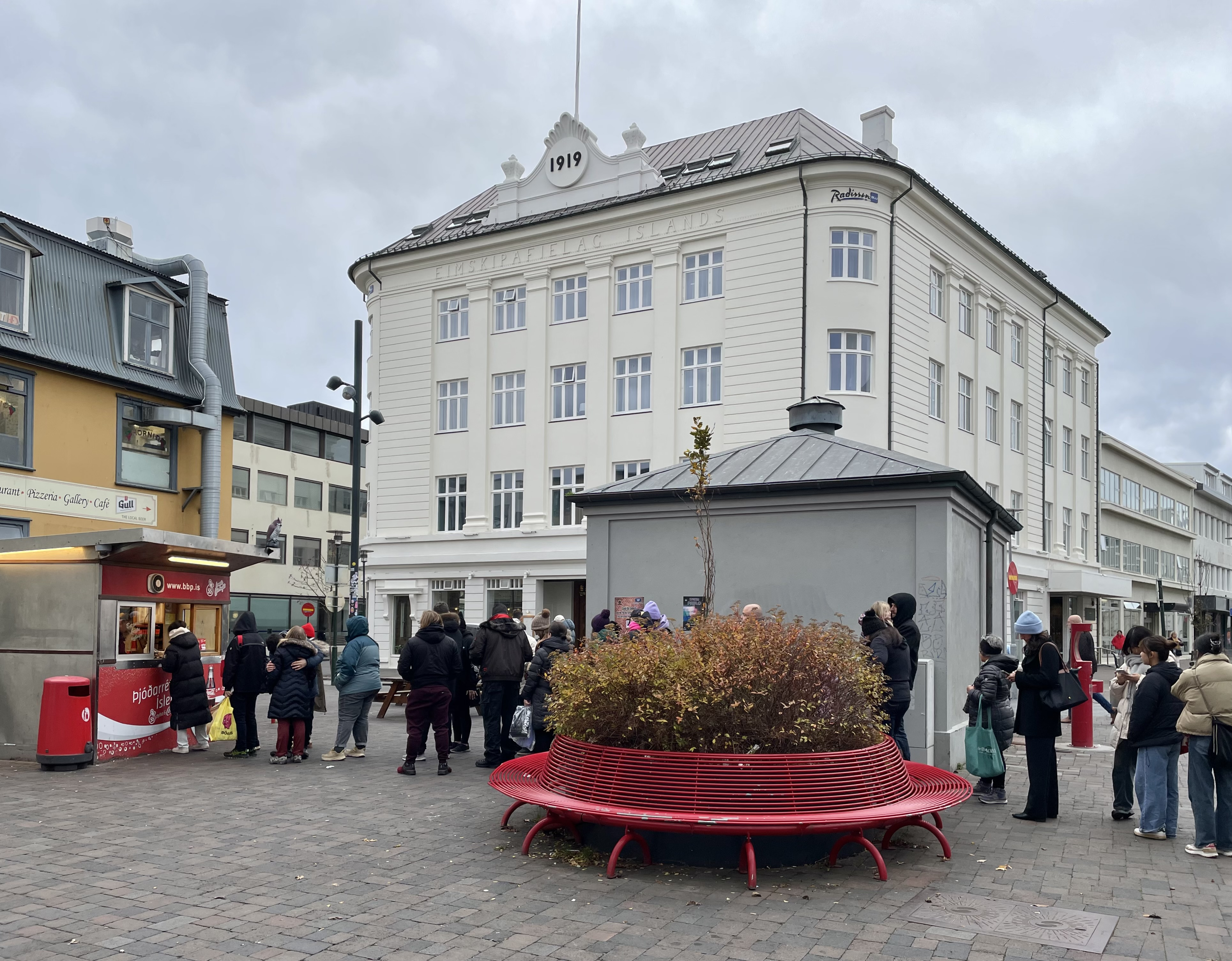
Os cachorros-quentes são populares na Islândia. Este stand em Reykjavík é famoso e as pessoas estão a fazer fila para o obter.

A culinária da Islândia está baseada no peixe, na carne de carneiro, e nos produtos lácteos, podendo ser notada uma influência dinamarquesa e norueguesa.
Um dos pratos mais populares é o Þorramatur.

 Como ingredientes básicos, são frequentemente usado o carneiro, o bacalhau, o hadoque, o lagostim, o salmão,o caviar, o tubarão-da-Groelândia, a aguardente da Islândia, o iogurte skyr, a truta ártica e o lagópode-branco.

Outra preparação tradicional é o pão-de-trovão, cozido dentro das fontes termais.

## Pratos típicos
- Eldað nautakjöt – carne de carneiro cozida[5]
- Hákarl – carne fermentada de tubarão[6] o
- Hrútspungur – testículos de carneiro[7]
- Þorramatur - o prato nacional[8]
- Fiskibollur – uma espécie de almôndegas de peixe[9]

## Bebidas típicas
- Skyr – produto lácteo semelhante ao iogurte[10]
- Engifermjólk – leite de gengibre[11]
- Brennivín – aguardente de batata, conhecida como “A morte negra”[12]

## Sobremesas típicas
- Pönnukökur - panquecas[13]
- Slöngukaka - pastel feito de creme de chocolate[14]